# 米哈伊利夫卡 (扎波羅熱區)
47°57′13″N 35°15′31″E / 47.95361°N 35.25861°E
米哈伊利夫卡（烏克蘭語：Михайлівка）是烏克蘭東南部扎波羅熱州扎波羅熱區米哈伊利夫卡市镇的村落及行政中心。處於維利尼揚卡河左岸，距離克里尼奇内2公里，面積2.737平方公里。